# 데니스 리치
데니스 매캘리스터 리치(영어: Dennis MacAlistair Ritchie, 1941년 9월 9일~2011년 10월 12일)는 미국의 저명한 컴퓨터과학자이자 현대 컴퓨터과학의 선구자이다. 프로그래밍 언어 C와 유닉스의 개발자로 알려져 있다.

## 생애
미국의 뉴욕주 브롱크스빌(Bronxville)에서 태어났으며, 1968년 하버드 대학교에서 응용수학 박사학위를 얻었다. 1968년부터 벨 연구소 컴퓨터 연구 센터에서 일했다. 2007년 루슨트 테크놀로지의 시스템 소프트웨어 연구부장으로 은퇴했다. 홀로 살고 있던 그는 미국 시각으로 2011년 10월 12일 뉴저지주 버클리 헤이츠의 자택에서 사망한 채로 발견되었다. (향년 71세)

## 업적
켄 톰슨(Ken Thompson) 등과 함께 최초의 유닉스(Unix) 시스템을 개발했고, 1971년 최초의 〈Unix Programmer's Manual〉을 썼다. 또한 C 언어를 개발한 후 브라이언 커니핸과 함께 〈C 프로그래밍 언어〉(The C Programming Language)를 기술했다. 커니핸과 〈C 프로그래밍 언어〉책을 썼기에 커니핸이 C 언어 개발에 참여한 것으로 종종 오해받으나 커니핸의 말에 따르면 자신은 C언어 개발에 참여하지 않았다고 한다.
ALTRAN, B언어, BCPL, Multics 등의 개발에도 영향을 끼친 것으로도 알려져 있다.
1983년에 켄 톰프슨과 "범용 운영체제 이론개발, 특히 유닉스 운영체제의 구현에 대한 공로"로 튜링상을 수상했다.
미국의 경제 전문지 '비즈니스 인사이더'에서는 '현재의 애플 컴퓨터는 거의 모두 데니스 리치의 업적에 기반하고 있다'이라며 그의 업적을 평가했다. 현재 애플 매킨토시의 macOS와 아이폰의 iOS는 모두 유닉스 운영체제를 기반으로 만들어져 있다.

## 저서
- 〈C 프로그래밍 언어〉 (The C Programming Language) (1978년 브라이언 커니핸과 공저)
- 〈Unix Programmer's Manual〉 (1971년)